# Тоні Реніс
Тоні Реніс (італ. Tony Renis; справжнє ім'я Еліо Чезарі (італ. Elio Cesari); * 13 травня 1938) — італійський співак.

## Біографія
Народився в Мілані. Дебютував у середині 1950-х років. У 1958 році підписав контракт з лейблом «Combo Record», де записав платівки з італійськими та американськими відомими існями. 1961 року Рентіс дебютував на пісенному фестивалі у Санремо з піснею «Pozzanghere».

## Нагороди
- Срібна стрічка у номінації «Найкраща музика до фільму» — 1974 рік, за фільм Brothers Blue[en]
- Премія Давид ді Донателло у номінації «Найкраща пісня [до фільму]» — 2005 рік, за пісню «Christmas in Love» з однойменного кінофільму («Любов на Різдво»)

Номінації
- Премія «Оскар» за кращу пісню до фільму — 1999, пісню The Prayer з анімаційного фільму «Чарівний меч: У пошуках Камелота»
- Премія «Золотий глобус» за кращу пісню — 2006 р., за пісню «Christmas in Love» з однойменного кінофільму («Любов на Різдво») у виконанні Рене Олстед
- «Латинська Греммі» за найкращий запис року — 2008 р., Vive Ya! (Vivere)
- Премія від Американського товариства композиторів, авторів та видавців у категорії «Найкраща латиноамериканська пісня року» — 1981 або 1982 р. за пісню «De niña a mujer» з альбому Хуліо Іглесіаса De niña a mujer[3]

## Дискографія

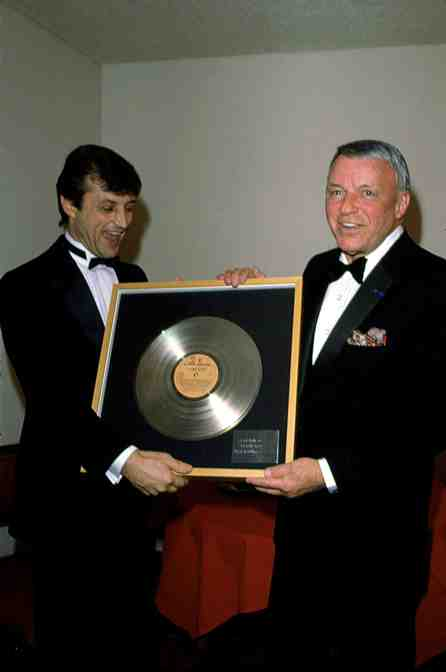
Тоні Реніс і Френк Сінатра 1985 рік.

### LP (33) (Італія)
- 1969: Tony Renis
- 1974: Graffiti
- 1976: Tony Renis
- 1976: Un grande grande grande Tony Renis
- 1989: Le più belle di Tony Renis

### LP (45) (Італія)
- 1958: Come prima/Ti dirò
- 1958: Prendi quella stella/Tipitipitipso
- 1958: Magic Moments/Oggi o mai più
- 1958: Clopin clopant/Tutto è diverso
- 1958: Prendi quella stella/Ti dirò
- 1959: Nessuno al mondo/Addio Maria
- 1959: Morir d'amor/Ti prego, amore
- 1960: Tenerezza/Cuore in blue jeans
- 1961: Pozzanghere/Lei
- 1961: Piccolo indiano/15 anni
- 31 January 1962: Quando quando quando/Blu
- 1962: Tango per favore/Amor amor amor
- 29 January 1963: Perché perché/Gli innamorati sono angeli
- 29 January 1963: Uno per tutte/Le ciliegie
- 1964: Bikini e tmurè/Un ragazzino
- 1964: Le ciliegie/Gli innamorati sono angeli
- 1964: Ti guardero nel cuore/Otto e mezzo
- 1964: Sorrisi di sera/Ti chiedo scusa
- 1964: Non sei mariu' stasera/Baciamoci signorina
- 1964: Amo Milano/Nostalgia di Milano (Oh mamma mia)
- 1965: Il garofano rosso/Nessun'altra che te
- 1967: Quando dico che ti amo/Mi perderai
- 1967: Non mi dire mai good bye/Prima di domani
- 1968: Il posto mio/Che notte sei
- 1968: Frin frin frin/Cosa non farei
- 1969: L'aereo parte/Un ragazzo che ti ama
- 1970: Canzone blu/Dove sei stata Susy
- 1970: Venere/Amami per favore
- 1972: Un uomo tra la folla/Grande grande grande

### EP
- 1959: Ti prego, amore/Elena sono solo/Io cerco te/Romanzo d'amore
- 1962: Quando quando quando/Tango per favore/Blu/Amor amor amor
- 1963: Uno per tutte/Le ciliegie/Perché perché/Gli innamorati sono angeli

### LP (33)
- 1964: Tony Renis
- 1969: Chin-chin quechiquitin

### LP (45)
- 1963: Uno per tutte/Perché perché
- 1967: Quando dico che ti amo/Mi perderai
- 1967: Quando dico che ti amo/Mi perderai
- 1970: Cancion azul/Las noches de oro
- 1971: Venise va mourir/Anonimo veneziano
- 1972: Grande grande grande/Un hombre entre la gente

### EP
- 1962: Quando quando quando/Blu/Anch'io/Amor amor amor
- 1963: Uno per tutte/Perche perche/Quando, quando, quando/Dancing (Tango per favore)
- 1963: Uno per tutte/Le ciliegie/Perché perché/Gli innamorati sono angeli
- 1963: Uno per tutte/Perché perché/Tango per favore/La tua mano
- 1964: Otto e mezzo/Un muchachito/Sorrisi di sera/Ti guarderò nel cuore